# Arrigo Testa
Arrigo Testa (Lentini, ... – XIII secolo) è stato uno dei poeti della Scuola siciliana di Federico II.

## Biografia
Le notizie biografiche si restringono alla firma presente sul manoscritto Vaticano Latino 3793 al termine della canzone Vostra orgogliosa ciera. L'autore si firma Notaro Arrigo Testa da Lentino; in passato, comunque, la sua provenienza è stata messa in dubbio anche a causa delle diciture discordati presenti in altri manoscritti (in uno la canzone viene attribuita a Giacomo da Lentini, in un altro ad un non meglio identificato Arrigus divitis): Arrigo Testa era identificato in Henricus Testa, podestà di Parma e probabilmente aretino di nascita.
L'unica canzone che ci è pervenuta, dedicata a Giacomo da Lentini, caposcuola dei siciliani, è Vostra orgogliosa ciera. In essa si ripropone il tema che è comune a tutti i poeti della cerchia di Federico II: l'amore, e in particolare, della conquista della donna.